# Фтери
 Тази статия е за катеринското село.  За правищкото вижте Фтери (Люти рид).  
Фтѐри или Влахофтѐри (на гръцки: Φτέρη, в превод папрат, или Βλαχοφθέρη, Влашка Папрат) е село в Северна Гърция, в дем Катерини, област Централна Македония.

## География
Селото е разположено на 1250 m надморска височина на река Мавронери между планината Фламбуро (Пиерия) на север и Шапка (Титарос) на юг, на около 40 km западно от град Катерини.

## История
Фтери е основано от власи скотовъдци, бежанци от Мецово, Епир. В XIX век името на селото е известно и като Влахофтери. Първата църква, построена в селото е „Света Параскева“. По-късно е изградена църква „Свети Атанасий“. 
В 1913 година, след Междусъюзническата война селото остава в Гърция. В 1918 година, при формирането на община Милия е споменато като напуснато селище. В 1943 година селото е изгорено от нацистите.
| Година    | 1913 | 1920 | 1928 | 1940 | 1951 | 1961 | 1971 | 1981 | 1991 | 2001 | 2011 | 2021 |
| --------- | ---- | ---- | ---- | ---- | ---- | ---- | ---- | ---- | ---- | ---- | ---- | ---- |
| Население |      |      | 214  | 0    |      |      |      |      | 12   | 1    | 16   | 6    |

## Галерия
- Църквата „Свети Атанасий“ в селото
- Църквата „Света Параскева“ в селото